# Premier champ profond de Webb
Premier champ profond de Webb (en anglais : Webb's First Deep Field) est la première image opérationnelle prise par le télescope spatial James Webb, représentant l'amas de galaxies SMACS 0723, à 4,6 milliards d'années-lumière de la Terre. Révélée au public le 11 juillet 2022, l'image composite a été prise par la caméra proche infrarouge du télescope (NIRCam) et couvre une minuscule zone de ciel visible depuis l'hémisphère sud.
Des milliers de galaxies sont visibles sur l'image. Elle présente à sa publication la plus haute résolution jamais utilisée dans l'observation de l'Univers primitif.

## Contexte
Le télescope spatial James Webb (JWST) effectue de l'astronomie infrarouge. Premier champ profond de Webb a été prise par la caméra proche infrarouge du télescope (NIRCam) et est une image composite produite à partir d'images à différentes longueurs d'onde, totalisant 12,5 heures de pose,. La photo a atteint des profondeurs à des longueurs d'onde infrarouge au-delà des champs les plus profonds du télescope spatial Hubble, qui ont demandé des semaines de pose. Le télescope est en orbite autour du deuxième point de Lagrange de la Terre (L2), à environ 1,5 million de kilomètres (900 000 mi) de la Terre, depuis le 24 janvier 2022. Sur L2, l'équilibre des forces gravitationnelles du Soleil et de la Terre permet au télescope d'évoluer autour d'une même position relative par rapport à ces deux astres.
SMACS 0723 est un amas de galaxies visible depuis l'hémisphère sud de la Terre et a souvent été examiné par Hubble et d'autres télescopes à la recherche du passé lointain.

## Résultats scientifiques
L'image montre l'amas de galaxies SMACS 0723 tel qu'il est apparu il y a 4,6 milliards d'années. L'image de Webb couvre une parcelle de ciel d'une taille angulaire approximativement égale à un grain de sable tenu à bout de bras par quelqu'un sur Terre. De nombreuses entités cosmologiques représentées ont subi un décalage vers le rouge notable en raison de l'expansion de l'espace sur la distance considérable qui les sépare du télescope.
La masse combinée de l'amas de galaxies a agi comme une lentille gravitationnelle, grossissant des galaxies beaucoup plus éloignées derrière elle. Le NIRCam de Webb s'est focalisé sur des galaxies lointaines, révélant de minuscules structures faiblement émettrices qui n'avaient jamais été vues auparavant, y compris des amas d'étoiles et des caractéristiques diffuses.

## Importance
Cette image donne à voir le champ profond le plus ancien jamais observé lors de sa publication, avec la plus haute résolution jamais employée.
Premier champ profond de Webb est la première image entièrement en fausses couleurs du JWST et la vue infrarouge de l'Univers de la plus haute résolution jamais capturée. L'image révèle des milliers de galaxies dans un minuscule « morceau » d'Univers, et présente une netteté sans précédent dans le proche infrarouge, qui fait ressortir de faibles structures dans des galaxies extrêmement éloignées, offrant la vue la plus détaillée de l'univers primitif à sa publication,.
Il a été révélé au public lors d'un événement à la Maison-Blanche le 11 juillet 2022 par le président américain Joe Biden.